# Timea Béres
Timea Béres, coniugata Ivkovicné (Miskolc, 21 ottobre 1976), è un'ex cestista ungherese.

## Carriera
Con l'Ungheria ha disputato i Campionati mondiali del 1998 e due edizioni dei Campionati europei (1997, 2001).